# 海峽線

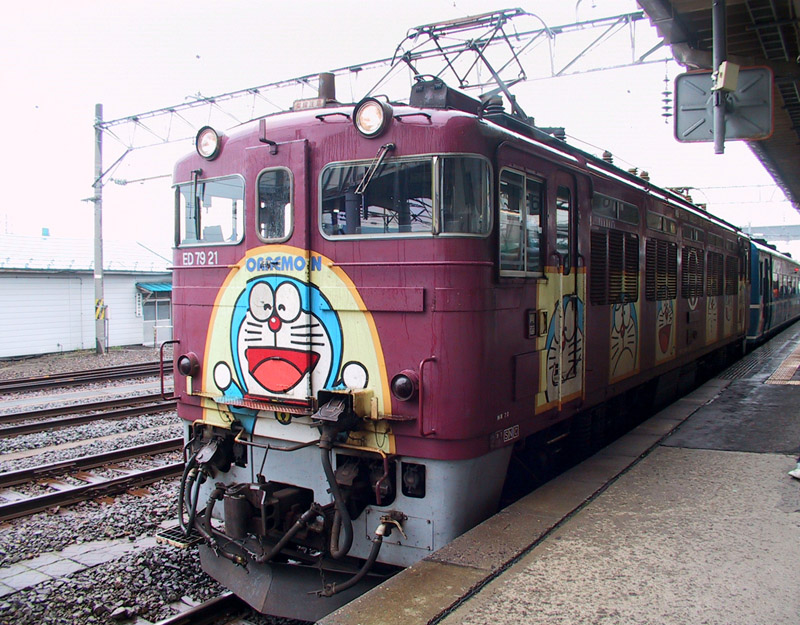
曾經穿梭在海峽線上，用於牽引快速列車「海峽號」通過青函隧道的日本國鐵ED79型電力機車

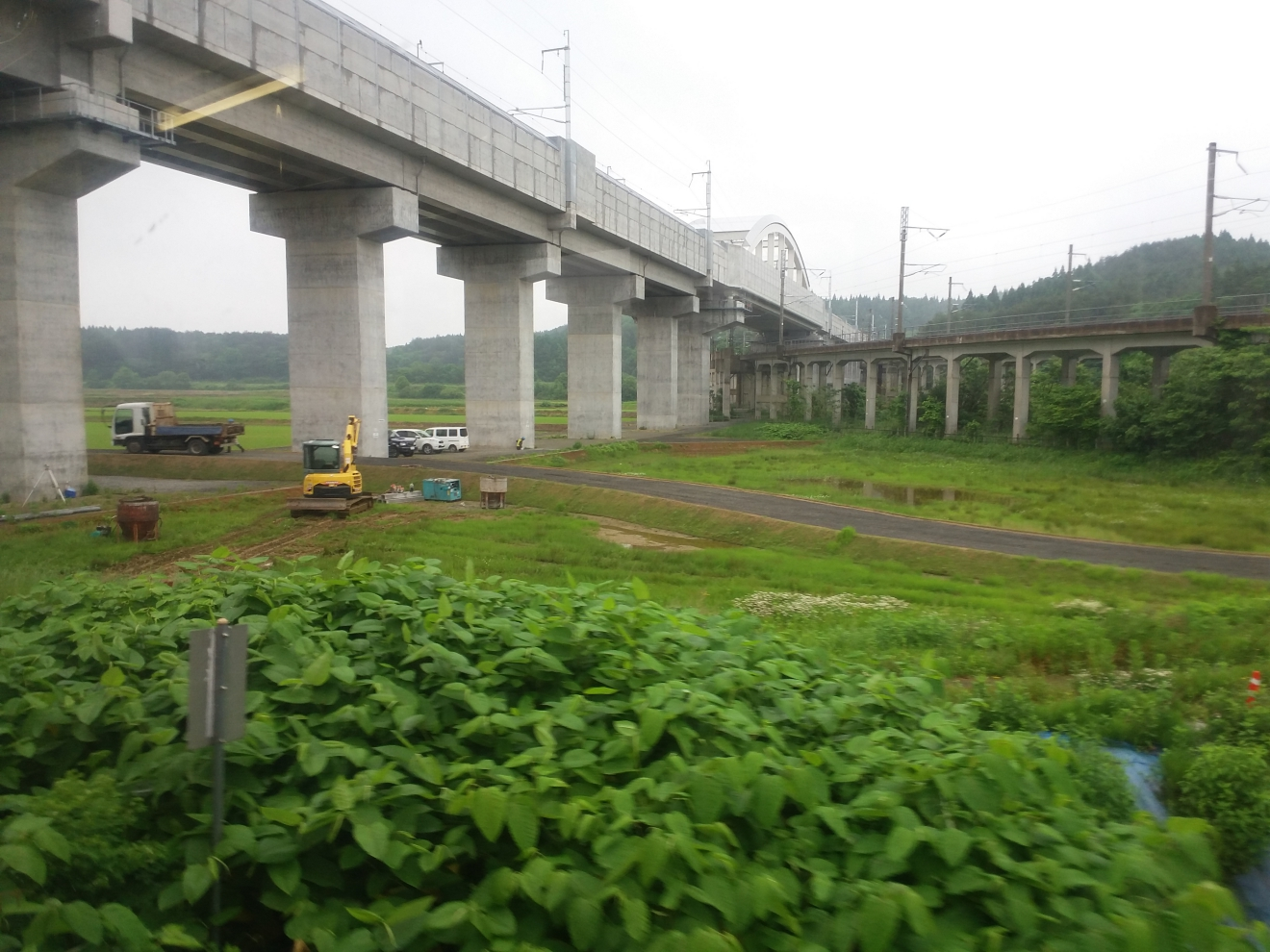
北海道新幹線與海峽線交會點

海峽線（日语：／ Kaikyō sen */?）通過津輕海峽的海底下鑽挖的青函隧道，連結本州青森縣東津輕郡外濱町的中小國站與北海道上磯郡木古內町的木古內站，屬於北海道旅客鐵道（JR北海道）的鐵路線（地方交通線）。
在北海道新幹線開業以前，所有列車都直通至東日本旅客鐵道（JR東日本）津輕線與JR北海道江差線（北海道新幹線開業後的道南漁火鐵道線）、函館本線的每個的一部分路段，以上線路事業的共同暱稱是以「津輕海峡線」品牌經營（pp. 164-165）。交通新聞社的《JR時刻表》與JTB出版社的《JTB時刻表》等的市面時刻表以「津輕海峽線」導覽，幾乎沒有導覽作「海峽線」。2016年3月26日的北海道新幹線開業以後，基本上把所有旅客吸走，而作為在來線的「海峽線」只運行貨物列車、團體臨時列車，《JR時刻表》、《JTB時刻表》在2016年4月號起不再在路線圖、正文發佈。自此，「津輕海峽線」的暱稱廢除（儘管不算停運，但無定期客運）。

## 路線資料
- 路線距離（營業距離）：中小國站－木古內站間 87.8公里
- 管轄（事業類別）：北海道旅客鐵道（JR北海道、第一種鐵道事業者）、日本貨物鐵道（JR貨物、第二種鐵道事業者）
  - 書籍上以中小國站為起點，實際與JR東日本津輕線的軌道分岔是在新中小國信號場，中小國站－新中小國信號場間（2.3公里）是與津輕線的重複路段。
- 軌距：
  - 1,067毫米（中小國站－新中小國信號場間）
  - 1,067毫米與1,435毫米的三線軌條（新中小國信號場－木古內站間）
- 站數：3個（包括起終點站）
  - 旅客站：3個
    - 但是，奧津輕今別站只限在車站站區內通過待避線，海峽線不存在旅客月台。木古內站的海峽線月台也伴隨津輕海峽線的在來線定期列車停止運行而在2017年拆去。

  - 貨物站：0個
  - 信號場：2個
    - 若只限屬於海峽線的車站，排除屬於津輕線的中小國站[3]則為2個。另外，新中小國信號場在設置當初起就屬於海峽線。
- 複線路段：新中小國信號場－木古內站間
  - 2014年5月12日江差線木古內站－江差站間廢除前，下行線與江差方向起的合流點只限木古內站為止的路段與江差線（上下單線）共用軌道。
- 電氣化路段：
  - 中小國站－新中小國信號場間（交流電20,000 V、50 Hz）
  - 新中小國信號場－木古內站間（交流電25,000 V、50 Hz[新聞 1]）
    - 交流電20,000 V、50 Hz 分別電氣化該線中小國站－新中小國信號場間（與津輕線）、道南漁火鐵道線與のき電區分所（中性區），新中小國信號場的青森方（中小國站三廄方）與木古內站的函館方。到北海道新幹線開業前的2016年3月21日為止新中小國信號場－木古內站間也以交流20,000 V、50 Hz 電氣化。
- 閉塞方式：
  - 自動閉塞式（中小國站－新中小國信號場間）
  - 車內信號閉塞式（新中小國信號場－木古內站間）
- 保安裝置：
  - ATS-SN（中小國站－新中小國信號場間）
  - DS-ATC（新中小國信號場－木古內站間）
- 最高速度：
  - 100公里/小時（中小國站－新中小國信號場間）
  - 140公里/小時（新中小國信號場－木古內站間）[1]
- 運轉指令所（日语：運転指令所）：函館指令中心
- 平交道：1處（木古內道道平交道。視為木古內站站區內）[註 3]

海峽線全線由北海道旅客鐵道函館支社管轄。但是，中小國站－新中小國信號場（除構內外）間的設施置於東日本旅客鐵道盛岡支社管理下。

## 運行型態
該線基本上是作為長途運輸使用，因此並無列車只行駛於海峽線區間內，2016年3月26日北海道新幹線通車起，各種在來線定期旅客列車均停駛，只有貨運服務。以往所有行駛於海峽線的列車，始發車站均從自青森、函館或更遠的車站發車。此外，由於海峽線所有列車均不停靠中小國，若要轉乘津輕線往三厩時需在蟹田換車。
海峽線內曾經設有另外三個車站，當中兩個為一般乘客無法上下車的車站：龍飛海底站與吉岡海底站。這兩個車站原本是青函隧道的避難設施，後來轉為兼作參觀隧道之用，因此除了參觀隧道的旅客之外，一般旅客無法在此上下車；此外，由於北海道新幹線開始施工，吉岡海底站轉為施工器材堆放場地，因此在2006年8月28日之後吉岡海底站的參觀行程便取消。2013年11月，龍飛海底站的參觀見學團也取消，自此起所有列車均不再停靠。最後一個是由原號誌站升格為車站的知內站，同樣因為要興建連接新幹線北海道架空段路軌，2014年3月14日，三站一併被廢站，龍飛海底與吉岡海底降為「定點」，只供緊急逃生時使用；知內降為號誌站。
北海道新幹線通車營運之前，旅客列車主要是由本州的新青森或青森開往北海道的函館，另外有臥舖列車分別由大阪或上野開往札幌。列車均為特急列車或急行列車，並無普通列車或快速列車行駛於海峽線內。由於這個原因，自津輕線蟹田至木古內之間，設定了一個票價上的特例：僅購買乘車券便可搭乘特急列車普通車自由席，而不需另外購買特急券（北海道的石勝線，在新得與新夕張間亦有此特例）。除了一般的特急、急行列車之外，2003年開始另有專門行駛於函館與吉岡海底間的哆拉A夢海底列車，但隨著吉岡海底停止參觀，列車亦在2006年8月28日之後停止運行。
北海道新幹線通車後，JR東日本曾開行在來線臨時列車「Cassiopeia紀行」。現時，在來線旅客列車中只有周遊型（郵輪式）列車Train Suite 四季島會使用此路線。
除一般旅客列車之外，海峽線內行駛列車多半屬於貨物列車，為北海道與本州間的貨運運輸提供了一個不受天候影響的管道。

### 目前行駛中的旅客列車
- 郵輪式臥鋪列車：Train Suite 四季島號

### 以往行駛的旅客列車
- 臥舖特急「北斗星」（上野 - 札幌）
- 臨時臥舖特急「日暮特快」（大阪 - 札幌）
- 臥舖特急「日本海1號」（大阪 - 函館）
- 快速「海峽」（青森 - 函館）
- 特急「超級白鳥、白鳥」（新青森、青森 - 函館）
- 臥舖特急「仙后座」（上野 - 札幌）
- 夜行急行「玫瑰」（青森 - 札幌）

## 歷史
計畫和興建過程請見青函隧道。
- 1988年3月13日 - 海峽線中小國 - 木古內間（87.8km）全線開通
- 1990年7月1日 - 新設置知內（由原本新湯之里號誌站改建而成）
- 2014年3月14日 - 龍飛海底、吉岡海底、知內三車站同遭廢站。
- 2016年3月22日 - 因北海道新幹線開業前的設備切換，超級白鳥、仙后座及玫瑰等在來線旅客列車發出最後班車後全面停駛。
- 2016年3月26日 - 北海道新幹線開業，架空電車線電壓由原本20000伏特升至25000伏特。

## 車站列表
- 海峽線已經沒有在來線的定期旅客列車運行，旅客列車只限團體臨時列車運行。

| 電纜 電壓        | 中文站名       | 日文站名 | 英文站名 | 站間營業距離 | 累計營業距離                                                           | 接續路線、備註                                           | 所在地 | 所在地   | 所在地 |
| ---------------- | -------------- | -------- | -------- | ------------ | ---------------------------------------------------------------------- | -------------------------------------------------------- | ------ | -------- | ------ |
| 20kV             | 蟹田           |          |          | -            | 4.4                                                                    | 東日本旅客鐵道：津輕線                                   | 青森縣 | 東津輕郡 | 外濱町 |
| 20kV             | 中小國         |          |          | 4.4          | 0.0                                                                    | 東日本旅客鐵道：津輕線                                   | 青森縣 | 東津輕郡 | 外濱町 |
| 20kV             | 新中小國信號場 |          | /        | -            | 2.3                                                                    | JR東日本津輕線與JR北海道海峽線、北海道新幹線的實際分岔點 | 青森縣 | 東津輕郡 | 外濱町 |
| 25kV             | 新中小國信號場 |          | /        | -            | 2.3                                                                    | JR東日本津輕線與JR北海道海峽線、北海道新幹線的實際分岔點 | 青森縣 | 東津輕郡 | 外濱町 |
| 奧津輕今別       |                |          | 13.0     | 13.0         | 旅客用月台只存在於新幹線（標準軌）。貨物列車只使用待避線。津輕今別站跡 | 今別町                                                   | 青森縣 | 東津輕郡 |        |
| 龍飛定點         |                | /        | -        | 32.5         | 緊急時作為避難設施使用。舊、龍飛海底站                                 | 外濱町                                                   | 青森縣 | 東津輕郡 |        |
| 吉岡定點         |                | /        | -        | 55.5         | 緊急時作為避難設施使用。舊、吉岡海底站                                 | 北海道                                                   | 松前郡 | 福島町   |        |
| 湯之里知內信號場 |                | /        | -        | 76.0         | 作為貨物列車的待避設施使用。舊、知內信號場（←知內站←新湯之里信號場）   | 北海道                                                   | 上磯郡 | 知內町   |        |
| 木古內           |                |          | 74.8     | 87.8         | 北海道旅客鐵道：北海道新幹線 道南漁火鐵道：道南漁火鐵道線（sh01）      | 北海道                                                   | 上磯郡 | 木古內町 |        |

1. ↑  1988年3月13日－2016年3月25日是津輕今別站。
2015年8月10日－2016年3月25日所有列車通過。
2. ↑  1988年3月13日－2014年3月14日是龍飛海底站。
2013年11月11日－2014年3月14日是休止站（日语：休止駅）。
3. ↑  1988年3月13日－2014年3月14日是吉岡海底站。
2006年8月28日－2014年3月14日是臨時站。
4. ↑  1990年7月1日－2014年3月14日是知內站。
5. ↑  海峽線的列車全部通過，無法在中小國站轉乘列車，實質的轉乘站是蟹田站。
6. ↑  全部位於渡島管內。

奧津輕今別站與木古內站是有人站，中小國站是無人站。

### 廢站
包括現在用作新幹線站、信號場。
- 津輕今別站（新中小國信號場－龍飛海底站間） - 與奧津輕今別站同一地點。2016年3月25日廢除[報道 3][新聞 2]。
- 龍飛海底站（津輕今別站－吉岡海底站間） - 2014年3月15日廢除[報道 2]。廢除後成為「龍飛定點」，只用作本來用途的避難所。接續青函隧道紀念館（日语：道の駅みんまや#青函トンネル記念館）青函隧道龍飛斜坑線。
- 吉岡海底站（龍飛海底站－知內站間） - 2014年3月15日廢除[報道 2]。廢除後成為「吉岡定點」，只用作本來用途的避難所。
- 知內站（吉岡海底站－木古內站間） - 2014年3月15日廢除。現、湯之里知內信號場。

### 過去的接續路線
- 木古內站：江差線（江差方向） - 2014年（平成26年）5月12日廢除。

### 報道發表資料
1. 1 2 3   (PDF) (新闻稿). 北海道旅客鉄道. 2015-01-15  [2015-02-11]. （原始内容存档 (PDF)于2015-02-11） （日语）.
2. 1 2 3   (PDF) (新闻稿). 北海道旅客鉄道. 2013-12-20  [2013-12-24]. （原始内容存档 (PDF)于2013-12-24） （日语）.
3. ↑   (PDF) (新闻稿). 北海道旅客鉄道. 2016-02-19  [2016-02-19]. （原始内容存档 (PDF)于2016-02-20） （日语）.

### 新聞記事
1. ↑  . 每日新聞. 2016-03-22  [2016-03-23]. （原始内容存档于2016-03-22） （日语）.
2. ↑  . 東奥日報. 2013-10-03  [2013-10-05]. （原始内容存档于2013-10-05） （日语）.

## 延伸閱讀

### 書籍
- 石野哲（編集長）. . JTBパブリッシング. 1998-09-19. ISBN 978-4-533-02980-6. ISBN 4-533-02980-9.
- 田中和夫（監修）. . 上巻 国鉄・JR線. 北海道新聞社（編集）. 2002-07-15: 160–165、311–319. ISBN 978-4-89453-220-5. ISBN 4-89453-220-4.
- 今尾恵介（監修）. . 新潮「旅」ムック 1号・北海道. 新潮社. 2008-05-17. ISBN 978-4-10-790019-7. ISBN 4-10-790019-3.
- 今尾恵介. 日本鉄道旅行地図帳編集部（編集） , 编. . 新潮「旅」ムック 1号・北海道. 原武史（監修）. 新潮社. 2010-05-18. ISBN 978-4-10-790035-7. ISBN 4-10-790035-5.

### 雜誌
- 外山勝彥. . 会報「RAIL FAN」 (鐵道友之會). 2003-02-01, 50 (2): 20.
- 編集部. . 鉄道ファン (交友社). 2015-09-19, 55 (11号（通巻655号・2015年11月号）): 12–14.